# 瓦欽
瓦欽（英語：Watchung）是位於美國新澤西州薩默塞特縣的自治市鎮。

## 人口
根據2020年美國人口普查的數據，瓦欽的面積為15.65平方千米，當中陸地面積為15.58平方千米，而水域面積為0.07平方千米。當地共有人口6449人，而人口密度為每平方千米412人。